# Irak'li Modebadze
Irak'li Modebadze (geo. ირაკლი მოდებაძე; Tbilisi, 4 ottobre 1984) è un ex calciatore georgiano, di ruolo attaccante.

## Palmarès

### Club
- Campionato georgiano: 2

Dinamo Tbilisi: 2013-2014
Dila Gori: 2014-2015
- Coppa di Georgia: 1

Dinamo Tbilisi: 2013-2014
- Supercoppa di Georgia: 1

Met’alurgi Rustavi: 2010

### Individuale
- Capocannoniere del campionato georgiano: 1

2014-2015 (16 gol)

## Statistiche

### Cronologia presenze e reti in nazionale
| Cronologia completa delle presenze e delle reti in nazionale ― Georgia | Cronologia completa delle presenze e delle reti in nazionale ― Georgia | Cronologia completa delle presenze e delle reti in nazionale ― Georgia | Cronologia completa delle presenze e delle reti in nazionale ― Georgia | Cronologia completa delle presenze e delle reti in nazionale ― Georgia | Cronologia completa delle presenze e delle reti in nazionale ― Georgia | Cronologia completa delle presenze e delle reti in nazionale ― Georgia | Cronologia completa delle presenze e delle reti in nazionale ― Georgia |
| Data                                                                   | Città                                                                  | In casa                                                                | Risultato                                                              | Ospiti                                                                 | Competizione                                                           | Reti                                                                   | Note                                                                   |
| ---------------------------------------------------------------------- | ---------------------------------------------------------------------- | ---------------------------------------------------------------------- | ---------------------------------------------------------------------- | ---------------------------------------------------------------------- | ---------------------------------------------------------------------- | ---------------------------------------------------------------------- | ---------------------------------------------------------------------- |
| 7-10-2006                                                              | Rostock                                                                | Germania                                                               | 2 – 0                                                                  | Georgia                                                                | Amichevole                                                             | -                                                                      | 83’                                                                    |
| 17-11-2010                                                             | Capodistria                                                            | Slovenia                                                               | 1 – 2                                                                  | Georgia                                                                | Amichevole                                                             | -                                                                      | 46’                                                                    |
| 11-11-2011                                                             | Tbilisi                                                                | Georgia                                                                | 2 – 0                                                                  | Moldavia                                                               | Amichevole                                                             | -                                                                      | 56’                                                                    |
| 15-10-2013                                                             | Albacete                                                               | Spagna                                                                 | 2 – 0                                                                  | Georgia                                                                | Qual. Mondiali 2014                                                    | -                                                                      | 87’                                                                    |
| Totale                                                                 |                                                                        | Presenze                                                               | 4                                                                      |                                                                        | Reti                                                                   | 0                                                                      |                                                                        |